# Górny Ren
Górny Ren (fr. Haut-Rhin, wymowaⓘ, oˈʀɛ̃) – francuski departament położony w regionie Grand Est. Departament oznaczony jest liczbą 68. Jego nazwa pochodzi od rzeki Ren (fr. Rhin).
Według danych na rok 2005  liczba zamieszkującej departament ludności wynosi 731 000 os. (207 os./km²); powierzchnia departamentu to 3525 km². Ośrodkiem administracyjnym (prefekturą) departamentu jest Colmar, a największym miastem – Miluza.
W 2023 roku w skład departamentu wchodziło 366 gmin (lista).

## Historia
Departament został utworzony 4 marca 1790 roku. W 1871 roku, w następstwie wojny francusko-pruskiej przeszedł w posiadanie Niemiec; Francja zachowała jedynie niewielki fragment departamentu, obejmujący miasto Belfort i okolice. Po zakończeniu I wojny światowej całość departamentu ponownie znalazła się w granicach Francji. Obszaru wokół Belfortu nie poddano jednak reintegracji z odzyskanymi ziemiami, lecz w 1922 roku ustanowiono go odrębnym departamentem Territoire de Belfort.

## Miejscowości
Największe miejscowości departamentu (w nawiasach liczba ludności w 2021 roku):

- Miluza (Mulhouse, 106 341)
- Colmar (67 730)
- Saint-Louis (22 698)
- Wittenheim (15 262)
- Illzach (14 829)
- Rixheim (13 795)
- Kingersheim (13 178)
- Riedisheim (12 163)
- Cernay (11 745)
- Guebwiller (11 137)
- Wittelsheim (10 334)
- Pfastatt (10 237)
- Brunstatt-Didenheim (8172)
- Wintzenheim (7989)
- Thann (7766)
- Ensisheim (7418)
- Huningue (7339)
- Soultz-Haut-Rhin (7027)
- Horbourg-Wihr (6301)
- Lutterbach (6261)
- Kembs (5643)
- Altkirch (5608)
- Sausheim (5528)
- Habsheim (5055)
- Sainte-Marie-aux-Mines (5049)